# Wilikton Barannikow
Wilikton Innokientjewicz Barannikow (ros. Виликтон Иннокентьевич Баранников, ur. 4 lipca 1938 w Ułan Ude, zm. 29 listopada 2007 tamże) – bokser walczący w reprezentacji Związku Radzieckiego,  wicemistrz olimpijski z 1964 oraz mistrz Europy z 1965.
Był Buriatem. Walczył w wadze lekkiej (do 60 kg). Wystąpił w niej na igrzyskach olimpijskich w 1960 w Rzymie, gdzie po wygraniu dwóch walk przegrał w ćwierćfinale z Ablem Laudonio z Argentyny.
Dużo lepszy rezultat osiągnął na igrzyskach olimpijskich w 1964 w Tokio, gdzie po wygraniu czterech walk (w tym z ówczesnym mistrzem Europy Węgrem Jánosem Kajdim w ćwierćfinale i Jimem McCourtem z Irlandii w półfinale) dotarł do finału, w którym przegrał z Józefem Grudniem, zdobywając srebrny medal.
Zwyciężył na mistrzostwach Europy w 1965 w Berlinie po wygraniu pięciu walk, w tym ze Zvonimirem Vujinem z Jugosławii w ćwierćfinale, Jimem McCourtem w półfinale i Józefem Grudniem w finale. Na kolejnych mistrzostwach Europy w 1967 w Rzymie przegrał pierwszą walkę z Enzo Petriglią z Włoch.
Barannikow nigdy nie zdobył mistrzostwa ZSRR, ale był wicemistrzem w wadze lekkiej w 1960, 1961, 1962 i 1965. 
Po zakończeniu kariery był trenerem oraz sędzią bokserskim. Zmarł tragicznie w wypadku drogowym. Został pochowany w Ułan Ude.